# Caméras indiscrètes
Caméra indiscrète puis Caméras indiscrètes est une émission de télévision humoristique française initialement sans animateur, puis présentée par Nagui et diffusée du 9 septembre 1991 au 3 juillet 1992 sur Antenne 2.

## Principe de l'émission
Caméra indiscrète présente une succession d'anciennes séquences de La Caméra cachée de Jacques Rouland, de Mr Zygo du Tatayet Show, de nouvelles caméras cachées (Les piègeurs de Marc Ariche) de bêtisiers de la BBC, et des sketches d'humoristes français. À partir du 11 mai 1992, l'émission renommée Caméras indiscrètes est présentée par Nagui en public. L'émission est alors rallongée de 10 minutes, les sketchs d'humoristes sont supprimés.

### Séquences
- La Caméra cachée de Jacques Rouland, le clown Pop (Alain Larcher)
- Caméras cachées belges du Tatayet Show: "Le petit chien dégoûtant"[4],[5], "Le mannequin"[6],[7], "Mr Zygo et la cabine mystérieuse"[8],[9], "Le photomaton à l'école"[10],[11], etc.
- Caméras cachées suisses[12].
- Caméras cachées canadiennes[13].
- La caméra des farceurs: avec Marc Ariche et Raphaël Mezrahi
- CON TV NEWS: Marc Ariche interpelle les passants en se faisant passer pour un journaliste[14].
- Sur le bout de la langue: les passants sont invités à répéter le plus vite possible un virelangue[14].
- La Vie privée des animaux: Patrick Bouchitey met bout à bout des scènes de documentaires animaliers et double les voix des animaux de façon humoristique[3].
- Oh yeah: détournement d'images d'hommes politiques qui mises en musique afin de constituer un clip. Séquence proposée par Arnaud Vincenti qui deviendra l'émission Politiquement rock sur M6 dès 1998[15].
- Le Bêtisier de la BBC
- Sports en folie (Drôle de sport): Bêtisier sportif produit par Art-nac, déjà diffusée sur La Cinq.